# Jean-Louis Andreani
Pour les articles homonymes, voir Andreani.
Jean-Louis Andreani  est un journaliste français né le 24 avril 1953.

## Biographie
Il travaille au sein du Monde.
Il a été le compagnon de la journaliste Cattarina Mercuri, morte en 2016.

## Décoration
- Chevalier de l'ordre du Mérite agricole (2007)[3]

## Ouvrages
- Le Mystère Rocard, 1993
- Comprendre la Corse, 1999, Gallimard  (ISBN 2070411222)
- La Salamandre de Vizzavona, 2005
- Sole di Corsica, 2006
- La Corse : histoire d'une insularité, Ed. J'ai lu, 2005  (ISBN 978-2290344187)